# Zsófia szász hercegné
Zsófia (németül: Sophia; Magyarország, 1050 körül – 1095. június 18.), magyar királyi hercegnő, I. Béla király leánya, aki két későbbi házassága révén hozzájárult az Árpád-ház vérvonalának és a középkori Magyar Királyság kapcsolatrendszerének kiterjesztéshez a Szent Római Birodalom területére.

## Életrajza

### Származása
Zsófia születésének pontos időpontját a korabeli források nem rögzítik, azonban a történeti kutatások alapján születése az 1050 körüli évekre tehető. Apja, Béla herceg, születése idején még nem viselte a magyar királyi címet, hanem a Magyar Királyság területének mintegy egyharmadát kitevő dukátust kormányozta fivére, I. András király alatt. Béla 1060 decemberében, fegyveres konfliktus során, megdöntötte testvére uralmát, és elfoglalta a magyar trónt. Regnálása azonban rövid életűnek bizonyult: 1063 őszén, egy baleset következtében, Dömös környékén bekövetkezett tragédia vetett véget életének.
Zsófia édesanyja Richeza (más írásmódja alapján Rixa, bár egyes feltételezések szerint Adelhaid) volt, aki a lengyel Piastok sarjaként szoros dinasztikus kapcsolatot teremtett a két korabeli közép-európai állam, Magyarország és Lengyelország között. Richeza apja II. Mieszko lengyel fejedelem volt, aki rövid ideig királyi címet is viselt.
Szülei házasságából számos gyermek született, így Zsófia testvérei voltak I. Géza és Szent László magyar királyok, valamint Lampert herceg is, továbbá név szerint ismerjük a későbbi Ilona horvát királynét és Eufémia morva hercegnét, mint Zsófia leánytestvérei. (Egyes források további leányokat is megemlítenek Béla és Richeza gyermekeként: lásd itt.)

### Dinasztikus házasságai

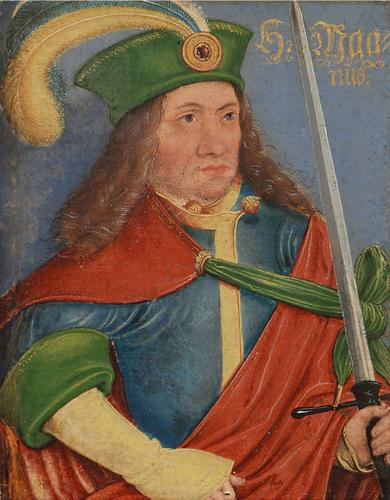
Zsófia hercegnő második férjének, Magnus szász hercegnek 16. századi portréja (Lucas Cranach)

Zsófia elsőként I. Vilmos meißeni őrgróf jegyese volt. Vilmost az özvegy császárné, Poitoui Ágnes – aki kiskorú fia, IV. Henrik német-római császár nevében kormányozta a Szent Római Birodalmat régensként – vezényelte a Magyar Királyságba császári küldöttként. Az őrgróf és Zsófia házassága azonban nem teljesedhetett be, mivel Vilmos 1062-ben váratlanul elhunyt.
Az őrgróf halálát követően Zsófia házasságot kötött Vilmos unokaöccsével, Ulrik isztriai és krajnai őrgróffal. Ulrik a száli frank dinasztia hűséges támogatója volt, Zsófiával való házasságával pedig elnyerte a magyar királyi udvar támogatását is. Ennek köszönhetően krajnai birtokait a Velencei Köztársaság és az aquileiai patriarkátus ellenállása közepette is sikerült kiterjesztenie egészen Fiuméig – terjeszkedéseit a császári udvar is elismerte. Házasságukból öt gyermek született, két fiú és három leány, mígnem Ulrik 1070-ben elhunyt.
Férje halálát követően nem sokkal Zsófia ismét megházasodott: a Billung-házból való Magnus herceg felesége lett, aki Ordulf szász herceg fia és örököse volt. A herceg édesanyja Szent Olaf leánya volt, nevét anyai nagybátyja, Jóságos Magnus norvég és dán király után kapta. A herceg 1070-ben részt vett a Northeimi Ottó bajor herceg által a császár ellen irányuló felkelésben, ami azonban nem járt sikerrel. Magnus apja 1072. március 28-án bekövetkezett halála után lett Szászország uralkodó herceg, majd nem sokkal ezt követően kötött házasságot Zsófiával. 1076-ban újra fellázadtak a császár ellen, egy évvel később, 1076 márciusában ellenkirályt is választottak Sváb Rudolf személyében, aki mögött felsorakoztak a birodalmi hatalomtól függetlenedni akaró német főurak és fejedelmek. Időközben Magyarországon Zsófia másik fivére, I. László került trónra, aki támogatta Magnus lázadását, és a megválasztott ellenkirály Adelhaid nevű leányát is feleségül vette. Zsófia és Magnus házasságából összesen két leány született.
Második házasságából ugyan nem származtak fiú örökösök, ám leányai révén Zsófia tovább örökítette uralkodóházának, az Árpád-háznak vérvonalát. Idősebb leánya, Wulfhilde a Wittelsbach-házból való bajor herceg, Fekete Henrik felesége lett, míg ifjabb leánya, Eilika a ballenstedti gróffal, Anhalti Ottóval kötött házasságot. Az ő fiuk volt Medve Albert, Brandenburg első őrgrófja, így Zsófia az Aszkániai-ház egyik ősanyjának is számít.